# Prozessexperte
Prozessexperte ist eine von zwei Spezialisierungen in der Produktionstechnologie. Prozessexperten erarbeiten gemeinsam mit Entwicklern, Lieferanten und Zulieferern Lösungen für prozesstechnische Aufgabenstellungen in der Produktion. 
Das Spezialistenprofil beschreibt die Voraussetzung zur Zulassung zur Fortbildung zum Prozessmanager Produktionstechnologie. Die Qualifizierung kann vollständig im Betrieb erfolgen. Qualifizierung heißt hier: Der zukünftige Prozessexperte führt eigenständig Arbeitsprozesse durch, z. B. Analysieren von Prozessanforderungen, Zusammenarbeit mit Zulieferern oder Prozessoptimierungen. Voraussetzung für die Qualifizierung ist eine abgeschlossene Ausbildung, z. B. zum Produktionstechnologen. 